# Bjørn Helge Riise
Bjørn Helge Semundseth Riise (* 21. Juni 1983 in Ålesund) ist ein ehemaliger norwegischer Fußballspieler. Er ist der jüngere Brüder von John Arne Riise und stand zuletzt beim norwegischen Zweitligisten Sogndal Fotball unter Vertrag.

## Karriere
Bereits früh in seiner Karriere wurde Riise mit einigen englischen Erstligisten in Verbindung gebracht, sein damaliger Klub Aalesunds konnte sich jedoch auf keine Ablöse einigen. Nach einem Jahr Leihe bei Viking Stavanger schaffte er den Sprung ins Ausland zu Standard Lüttich. Er wurde nach 17 absolvierten Spielen an den FC Brüssel weiterverliehen. Dort kam er bei 31 Spielen auf zwei erzielte Tore.
Nach dem Jahr in Brüssel ging er wieder zurück nach Norwegen und unterschrieb beim Lillestrøm SK. Nach vier Jahren in Norwegen unterschrieb er Juli 2009 beim englischen Erstligisten FC Fulham einen Dreijahresvertrag. Mit Fulham erreichte er das Finale der UEFA Europa League. Bei der Finalniederlage gegen Atlético Madrid (1:2 nach Verlängerung) wurde er nicht eingesetzt. Im Februar 2011 wurde Riise bis zum Saisonende an Sheffield United ausgeliehen. Ein weiteres Leihgeschäft, dieses Mal zu Portsmouth, fand im September 2011 statt. Der Vertrag mit Riise wurde nicht verlängert und so kehrte er im Sommer 2012 ablösefrei zu Lillestrøm SK zurück. Nach drei Jahren wechselte er wieder zurück zu seinem ersten Profiverein Aalesunds. 2018 wechselte er in die zweite Liga zu Sogndal, wo er seine Karriere beendete.

## Nationalmannschaft
Riise gab sein Länderspieldebüt beim EM-Qualifikationsspiel gegen Malta, das 4:0 gewonnen werden konnte. Sein erstes Länderspieltor schoss Riise im Spiel gegen Bosnien-Herzegowina. Mit dem Treffer zum 2:0-Endstand machte er den Sieg perfekt.

## Erfolge
- UEFA Europa League 2009/10: Finale

## Privat
Riise heiratete 2010 seine langjährige Freundin Lena Jenssen. Das Paar hat drei Söhne.